# Kenneth I av Skottland
Kenneth I av Skottland (skotsk gaeliska: Cináed mac Ailpín), av Dalriada, född cirka 810, död 858, kung av Skottland 843–858, son till den skotiske kungen Alpin II av Dalriada.
Kenneth blev vid sin fars död 834 kung i Galloway och blev 843, efter en seger över pikterna, kung över skoternas och pikternas av honom förenade rike, Alba, med Scone som residens. Han firades i senare tid som den skotska kungaättens grundläggare. En dotter till honom var gift med nordmannakungen Olof Vite i Dublin.